# Pocé-sur-Cisse
Pocé-sur-Cisse – miejscowość i gmina we Francji, w Regionie Centralnym, w departamencie Indre i Loara.
Według danych na rok 1990 gminę zamieszkiwały 1493 osoby, a gęstość zaludnienia wynosiła 141 osób/km² (wśród 1842 gmin Regionu Centralnego Pocé-sur-Cisse plasuje się na 264. miejscu pod względem liczby ludności, natomiast pod względem powierzchni na miejscu 1119.).